# High Life (Original Motion Picture Soundtrack)
Die Filmmusik für High Life, einen Science-Fiction-Abenteuerfilm von Claire Denis, wurde von Stuart A. Staples komponiert und am 5. April 2019 von Milan Records veröffentlicht.

## Entstehung und Filmhandlung
Die Filmmusik für High Life, einen Science-Fiction-Abenteuerfilm von Claire Denis, wurde von Stuart A. Staples komponiert.
Im Film ist ein Raumschiff im Weltraum, weit jenseits unseres Sonnensystems unterwegs. Die einzigen menschlichen Bewohner sind Monte und seine kleine Tochter Willow. Wie auch deren Mutter Boyse gehörte Monte zu den Mitgliedern einer Gruppe von Häftlingen, darunter auch Todeskandidaten, die auf eine gefährliche Mission in das der Erde am nächsten gelegene Schwarze Loch entsandt wurden, um nach alternativen Energiequellen zu suchen.

## Veröffentlichung
Der Soundtrack, der insgesamt 18 Musikstücke umfasst, wurde am 5. April 2019 von Milan Records als Download veröffentlicht und soll am 12. April 2019 auch in physischer Form, verteilt auf zwei CDs, erscheinen. Der Soundtrack enthält auch den Filmsong Willow, geschrieben von Staples und performed von den Tindersticks gemeinsam mit Hauptdarsteller Robert Pattinson, der bereits vorab veröffentlicht wurde. Der Song wird für den Abspann des Films verwendet, nachdem er zu Beginn von Pattinson kurz angesungen wird. Auch in Insemination wird der Grundton von Willow aufgegriffen, jedoch ohne Gesang.

## Titelliste
1. The Garden – 2:26
2. Willow Lullaby – 1:58
3. System Report – 3:27
4. High Life Main Title – 1:31
5. River Flashback – 1:00
6. Fluids – 0:55
7. The F**k Box [The Fuck Box] – 4:23
8. Bad Genes / Revolution – 2:56
9. Radiation – 2:03
10. Rape of Boyse – 4:06
11. Insemination – 4:31
12. Grow Baby, Grow – 0:55
13. Boyse's Death – 12:02
14. The Dog Ship – 3:15
15. Monte and Willow – 2:07
16. The Yellow Light – 1:17
17. Willow (feat. Robert Pattinson) (Tindersticks) – 5:23
18. The Black Hole (Excerpt) – 5:49

## Rezeption
Matt Zoller Seitz, ein für Roger Ebert tätiger Filmkritiker, bemerkt, nicht nur alles an dem Film sei Retro, auch Stuart Staples analoger, synthesizerlastiger Soundtrack komme so daher, und wenn im Abspann die Tindersticks Robert Pattinson begleiteten, als der in der Rolle von Monte seinen Lebenswillen verliert, klinge dieser wie Chris Isaak.